# Radio Ton
Radio Ton est une radio privée régionale de Bade-Wurtemberg.

## Histoire
Radio Ton est créée en 1987 sous le nom de Radio Regional. La première chanson diffusée est Laguna d’amor du groupe Fernando Express. Après la fusion avec la station de radio Bad Mergentheim Radio T.O.N. (T.O.N. représente la zone de diffusion Tauber, Odenwald, Neckar), la radio conserve le nom de Radio Ton Regional. En mai 2003, Radio Ton achète Neckar-Alb-Radio à Reutlingen. Depuis, Radio Ton diffuse un programme localement diffusé différemment selon les districts du Bade-Wurtemberg. Le groupe cible principalement les personnes entre 30 et 55 ans. La musique va des musiques des années 1970 à celles contemporaines, cependant essentiellement des années 1980.
L'équipe est composée de 25 employés au début. Aujourd'hui, il y a 85 employés, qui mettent en place un programme pour des centaines de milliers d'auditeurs tous les jours dans trois studios à Heilbronn, Aalen et Reutlingen.

## Diffusion

### FM
Les programmes de Radio Ton sont diffusés, en modulation de fréquence, sur la bande FM des lands suivants :
- Bade-Wurtemberg

### RDS
Le code d'accès pour la réception de la radio en mode RDS est : RADIO TON.

### Source de la traduction
- (de) Cet article est partiellement ou en totalité issu de l’article de Wikipédia en allemand intitulé « Radio Ton » (voir la liste des auteurs).